# Крістофер Ротбауер
Крістофер Ротбауер (нім. Christopher Rothbauer, 29 січня 1998) — австрійський плавець. Учасник Чемпіонату світу з водних видів спорту 2017, де в попередніх запливах на дистанції 100 метрів брасом посів 41-ше місце і не потрапив до півфіналу. Кваліфікувався на літні Олімпійські ігри 2020.